# Kiumars Pourahmad
Kiumars Pourahmad (en persan : کیومرث پوراحمد) est un réalisateur, scénariste, monteur et producteur de cinéma iranien né le 16 décembre 1949 à Najafabad en Iran et mort le 5 avril 2023 à Bandar-e Anzali.

## Carrière
Kiumars Pourahmad commence sa carrière en tant que critique de cinéma et assistant réalisateur à la télévision dans les années 1970. Il réalise son premier film, Tatoureh en 1983 après quelques courts métrages. Des enfants et des adolescents et leurs problèmes sont le sujet de la plupart de ses films. La Nuit de Yalda est acclamé par le public et les critiques.

## Filmographie sélectionnée
- Hirondelle, 1985
- Havre, 1988
- La Chasse silencieuse, 1989
- La Honte,
- Le Matin suivant, 1992
- Pain et Poème, 1993
- Les Sœurs étrangères, 1995
- La Nuit de Yalda, 2001
- Le Bus de nuit, 2007